# Wilhelm Weskamp
Wilhelm Weskamp (* 20. Juni 1903 in Bad Driburg; † 14. April 1986 ebenda) war ein deutscher Kommunalpolitiker und Landrat (Zentrum und CDU).

## Leben und Beruf
Wilhelm Weskamp war der Sohn der Eheleute Georg Joseph Weskamp (1865–1952) und Franziska Christina Weskamp geborene Thrine (1870–1930). Der Vater war Land- und Gastwirt.
Nach dem Besuch der Volksschule erlernte Wilhelm Weskamp das Tischlerhandwerk und legte in diesem Beruf die Gesellenprüfung ab. Er war dann als Tischler und als Landwirt tätig. Vor 1933 war Weskamp Mitglied der Zentrumspartei und 1945 Gründungsmitglied der CDU.
Er war verheiratet und hatte fünf Kinder. Sein Bruder Josef Weskamp (1908–1983) war Rechtsanwalt und Notar und wurde ebenfalls Kommunalpolitiker (Zentrum, CDU).

## Abgeordneter
Von 1929 bis 1933 war er Mitglied der Stadtverordnetenversammlung in Bad Driburg. Dem Kreistag des Kreises Höxter gehörte er von 1946 bis 1948 und von 1950 bis 1974 an.

## Öffentliche Ämter
Vom 14. November 1958 bis zum 30. Juni 1973 war er Landrat des Kreises Höxter.
Weskamp war in verschiedenen Gremien des Landkreistages Nordrhein-Westfalen tätig.

## Sonstiges
Am 20. Juni 1968 wurde Wilhelm Weskamp das Bundesverdienstkreuz I. Klasse verliehen. Am 25. Juni 1970 erhielt er die Ehrenplakette der Stadt Driburg und am 20. Juni 1973 ehrte ihn der Kreistag des Kreises Höxter mit der Ehrenbezeichnung „Altlandrat“.